# 2014-es Kuala Lumpur-i műugró-Grand Prix-verseny
A Nemzetközi Úszószövetség (FINA) 2014-ben a 20. alkalommal rendezte meg október 24. és október 26. között a műugró-Grand Prix-versenysorozatot, melynek nyolcadik és egyben utolsó állomása a maláj főváros, Kuala Lumpur volt.

## Eredmények

### Éremtáblázat
| #        | nemzet   | arany | ezüst | bronz | összesen |
| 1        | Kína     | 7     | 2     | 1     | 10       |
| 2        | Malajzia | 1     | 5     | 4     | 10       |
| 3        | USA      | 0     | 1     | 2     | 3        |
| 4        | Kolumbia | 0     | 0     | 1     | 1        |
| összesen | összesen | 8     | 8     | 8     | 24       |

## A versenyen részt vevő nemzetek
A Grand Prix-n 11 nemzet 50 sportolója – 29 férfi és 21 nő – vett részt, az alábbi megbontásban:
| Részt vevő nemzetek férfi / nő megbontásban | Részt vevő nemzetek férfi / nő megbontásban | Részt vevő nemzetek férfi / nő megbontásban | Részt vevő nemzetek férfi / nő megbontásban | Részt vevő nemzetek férfi / nő megbontásban | Részt vevő nemzetek férfi / nő megbontásban | Részt vevő nemzetek férfi / nő megbontásban | Részt vevő nemzetek férfi / nő megbontásban | Részt vevő nemzetek férfi / nő megbontásban |
| ------------------------------------------- | ------------------------------------------- | ------------------------------------------- | ------------------------------------------- | ------------------------------------------- | ------------------------------------------- | ------------------------------------------- | ------------------------------------------- | ------------------------------------------- |
| nemzet                                      | F                                           | N                                           | nemzet                                      | F                                           | N                                           | nemzet                                      | F                                           | N                                           |
| Ausztrália                                  | 2                                           | 0                                           | Kanada                                      | 2                                           | 0                                           | Monaco                                      | 1                                           | 0                                           |
| Fülöp-szigetek                              | 2                                           | 1                                           | Kína                                        | 5                                           | 5                                           | Puerto Rico                                 | 1                                           | 0                                           |
| Grúzia                                      | 2                                           | 0                                           | Kolumbia                                    | 3                                           | 1                                           | USA                                         | 6                                           | 5                                           |
| Hongkong                                    | 2                                           | 1                                           | Malajzia                                    | 3                                           | 8                                           |                                             |                                             |                                             |

F = férfi, N = nő

## Versenyszámok

### Férfiak

#### 3 méteres műugrás
| #  | Ország         | Név                       | Selejtező | Selejtező | Középdöntő | Középdöntő | Középdöntő | Középdöntő | Döntő   | Döntő  |
| #  | Ország         | Név                       | Selejtező | Selejtező | A          | A          | B          | B          | Döntő   | Döntő  |
| #  | Ország         | Név                       | Rangsor   | Pontok    | Rangsor    | Pontok     | Rangsor    | Pontok     | Rangsor | Pontok |
| -- | -------------- | ------------------------- | --------- | --------- | ---------- | ---------- | ---------- | ---------- | ------- | ------ |
|    | Kína           | Li Si-hszin (Li Shixin)   | 2         | 432,15    | 1          | 498,50     |            |            | 1       | 510,70 |
|    | Malajzia       | Ooi Tze Liang             | 3         | 431,45    |            |            | 2          | 396,45     | 2       | 461,05 |
|    | Kína           | Ho Csao (He Chao)         | 1         | 481,85    |            |            | 1          | 482,20     | 3       | 440,65 |
| 4  | Malajzia       | Ahmad Amsyar Azman        | 6         | 358,10    | 3          | 366,85     |            |            | 4       | 426,70 |
| 5  | Kolumbia       | Sebastián Villa Castañeda | 4         | 393,45    | 2          | 402,35     |            |            | 5       | 405,60 |
| 6  | Kolumbia       | Sebastián Morales         | 5         | 372,80    |            |            | 3          | 376,60     | 6       | 401,95 |
|    |                |                           |           |           |            |            |            |            |         |        |
| 7  | USA            | Sam Dorman                | 11        | 324,10    |            |            | 4          | 376,25     |         |        |
| 8  | Kanada         | Cameron McLean            | 8         | 346,90    | 4          | 365,90     |            |            |         |        |
| 9  | Grúzia         | Chola Chanturia           | 10        | 329,80    | 5          | 354,10     |            |            |         |        |
| 10 | Ausztrália     | Matthew Carter            | 9         | 341,70    |            |            | 5          | 348,75     |         |        |
| 11 | USA            | Aaron Fleshner            | 7         | 355,15    |            |            | 6          | 310,40     |         |        |
| 12 | Monaco         | Ian-Soren Cabioch         | 13        | 244,10    | 6          | 236,10     |            |            |         |        |
|    |                |                           |           |           |            |            |            |            |         |        |
| 13 | Fülöp-szigetek | Niño Carog                | 12        | 280,65    |            |            |            |            |         |        |
| 14 | Grúzia         | Aleksandre Gujabidle      | 14        | 214,20    |            |            |            |            |         |        |

#### 3 méteres szinkronugrás
| # | Ország   | Név                                           | Pontok |
| - | -------- | --------------------------------------------- | ------ |
|   | Kína     | Li Si-hszin (Li Shixin) / Ho Csao (He Chao)   | 441,54 |
|   | Malajzia | Ooi Tze Liang / Ahmad Amsyar Azman            | 414,45 |
|   | Kolumbia | Sebastián Morales / Sebastián Villa Castañeda | 399,87 |
| 4 | USA      | Dwight Dumais / Sam Dorman                    | 377,52 |
| 5 | Hongkong | Chow Ho Wing / Jason Poon Wai Ching           | 334,59 |
| 6 | Grúzia   | Chola Chanturia / Aleksandre Gujabidle        | 309,30 |

#### 10 méteres toronyugrás
| #  | Ország         | Név                   | Selejtező | Selejtező | Középdöntő | Középdöntő | Középdöntő | Középdöntő | Döntő   | Döntő  |
| #  | Ország         | Név                   | Selejtező | Selejtező | A          | A          | B          | B          | Döntő   | Döntő  |
| #  | Ország         | Név                   | Rangsor   | Pontok    | Rangsor    | Pontok     | Rangsor    | Pontok     | Rangsor | Pontok |
| -- | -------------- | --------------------- | --------- | --------- | ---------- | ---------- | ---------- | ---------- | ------- | ------ |
|    | Kína           | Huo Liang (Huo Liang) | 1         | 490,45    |            |            | 1          | 510,20     | 1       | 532,30 |
|    | USA            | Toby Stanley          | 3         | 438,30    |            |            | 2          | 437,20     | 2       | 456,25 |
|    | Malajzia       | Ooi Tze Liang         | 2         | 440,15    | 1          | 439,85     |            |            | 3       | 448,60 |
| 4  | Kolumbia       | Juan Rios             | 7         | 372,45    |            |            | 3          | 430,25     | 4       | 435,75 |
| 5  | Malajzia       | Chew Yi Wei           | 4         | 432,75    | 3          | 347,00     |            |            | 5       | 397,35 |
| 6  | Puerto Rico    | Rafael Quintero       | 8         | 356,05    | 2          | 412,60     |            |            | 6       | 386,55 |
|    |                |                       |           |           |            |            |            |            |         |        |
| 7  | Ausztrália     | Domonic Bedggood      | 5         | 430,80    |            |            | 4          | 418,65     |         |        |
| 8  | Kanada         | Ethan Pitman          | 9         | 321,15    |            |            | 5          | 362,00     |         |        |
| 9  | USA            | Zach Cooper           | 6         | 385,60    | 4          | 344,35     |            |            |         |        |
| 10 | Fülöp-szigetek | Laboranes Anjoe       | 10        | 74,45     |            |            |            |            |         |        |

#### 10 méteres szinkronugrás
| # | Ország   | Név                                                         | Pontok |
| - | -------- | ----------------------------------------------------------- | ------ |
|   | Kína     | Csang Jen-csüan (Zhang Yanquan) / Csen Aj-szen (Chen Aisen) | 474,30 |
|   | Malajzia | Ooi Tze Liang / Chew Yi Wei                                 | 386,55 |
|   | USA      | Zach Cooper / Tanner Wilfong                                | 348,57 |

### Nők

#### 3 méteres műugrás
| # | Ország   | Név                        | Selejtező | Selejtező | Középdöntő | Középdöntő | Középdöntő | Középdöntő | Döntő   | Döntő  |
| # | Ország   | Név                        | Selejtező | Selejtező | A          | A          | B          | B          | Döntő   | Döntő  |
| # | Ország   | Név                        | Rangsor   | Pontok    | Rangsor    | Pontok     | Rangsor    | Pontok     | Rangsor | Pontok |
| - | -------- | -------------------------- | --------- | --------- | ---------- | ---------- | ---------- | ---------- | ------- | ------ |
|   | Kína     | Vang Han (Wang Han)        | 1         | 339,65    |            |            | 1          | 350,55     | 1       | 362,50 |
|   | Kína     | Liu Huj-hszia (Liu Huixia) | 4         | 295,20    | 1          | 329,05     |            |            | 2       | 351,60 |
|   | Malajzia | Cheong Jun Hoong           | 2         | 315,60    | 2          | 301,35     |            |            | 3       | 339,00 |
| 4 | Malajzia | Ng Yan Yee                 | 3         | 300,55    |            |            | 2          | 324,35     | 4       | 309,70 |
| 5 | Kolumbia | Diana Pineda               | 5         | 273,00    |            |            | 3          | 278,15     | 5       | 281,40 |
| 6 | USA      | Maren Taylor               | 8         | 242,20    | 3          | 260,10     |            |            | 6       | 276,70 |
|   |          |                            |           |           |            |            |            |            |         |        |
| 7 | USA      | Laura Ryan                 | 6         | 265,50    | 4          | 259,10     |            |            |         |        |
| 8 | Hongkong | Sharon Chan                | 7         | 246,55    |            |            | 4          | 258,05     |         |        |

#### 3 méteres szinkronugrás
| # | Ország   | Név                                | Pontok |
| - | -------- | ---------------------------------- | ------ |
|   | Malajzia | Ng Yan Yee / Nor Dhabitah Sabri    | 274,41 |
|   | Malajzia | Jasmine Lai Pui Yee / Kam Ling Kar | 267,51 |
|   | USA      | Deidre Freeman / Maren Taylor      | 259,80 |

#### 10 méteres toronyugrás
|   | Kína           | Zsen Csien (Ren Qian)  | 1 | 380,50 | 1 | 427,80 |  |  |  |  |
|   | Kína           | Sze Ja-csie (Si Yajie) | 2 | 350,75 | 2 | 385,80 |  |  |  |  |
|   | Malajzia       | Pandelela Rinong       | 3 | 330,60 | 3 | 354,00 |  |  |  |  |
| 4 | Malajzia       | Loh Zhiayi             | 4 | 316,40 | 4 | 349,05 |  |  |  |  |
| 5 | USA            | Katrina Young          | 5 | 311,85 | 5 | 284,85 |  |  |  |  |
| 6 | USA            | Cheyenne Cousiheau     | 7 | 257,95 | 6 | 246,35 |  |  |  |  |
|   |                |                        |   |        |   |        |  |  |  |  |
| 7 | Malajzia       | Traisy Vivien Tukiet   | 6 | 267,95 |   |        |  |  |  |  |
| 8 | Fülöp-szigetek | Hazel Bernadette       | 8 | 96,40  |   |        |  |  |  |  |

#### 10 méteres szinkronugrás
| # | Ország   | Név                                          | Pontok |
| - | -------- | -------------------------------------------- | ------ |
|   | Kína     | Csi Si-jü (Ji Siyu) / Sze Ja-csie (Si Yajie) | 332,70 |
|   | Malajzia | Pandelela Rinong / Cheong Jun Hoong          | 327,84 |
|   | Malajzia | Loh Zhiayi / Nor Dhabitah Sabri              | 293,67 |
| 4 | USA      | Katrina Young / Cheyenne Cousiheau           | 240,84 |